# Castrum

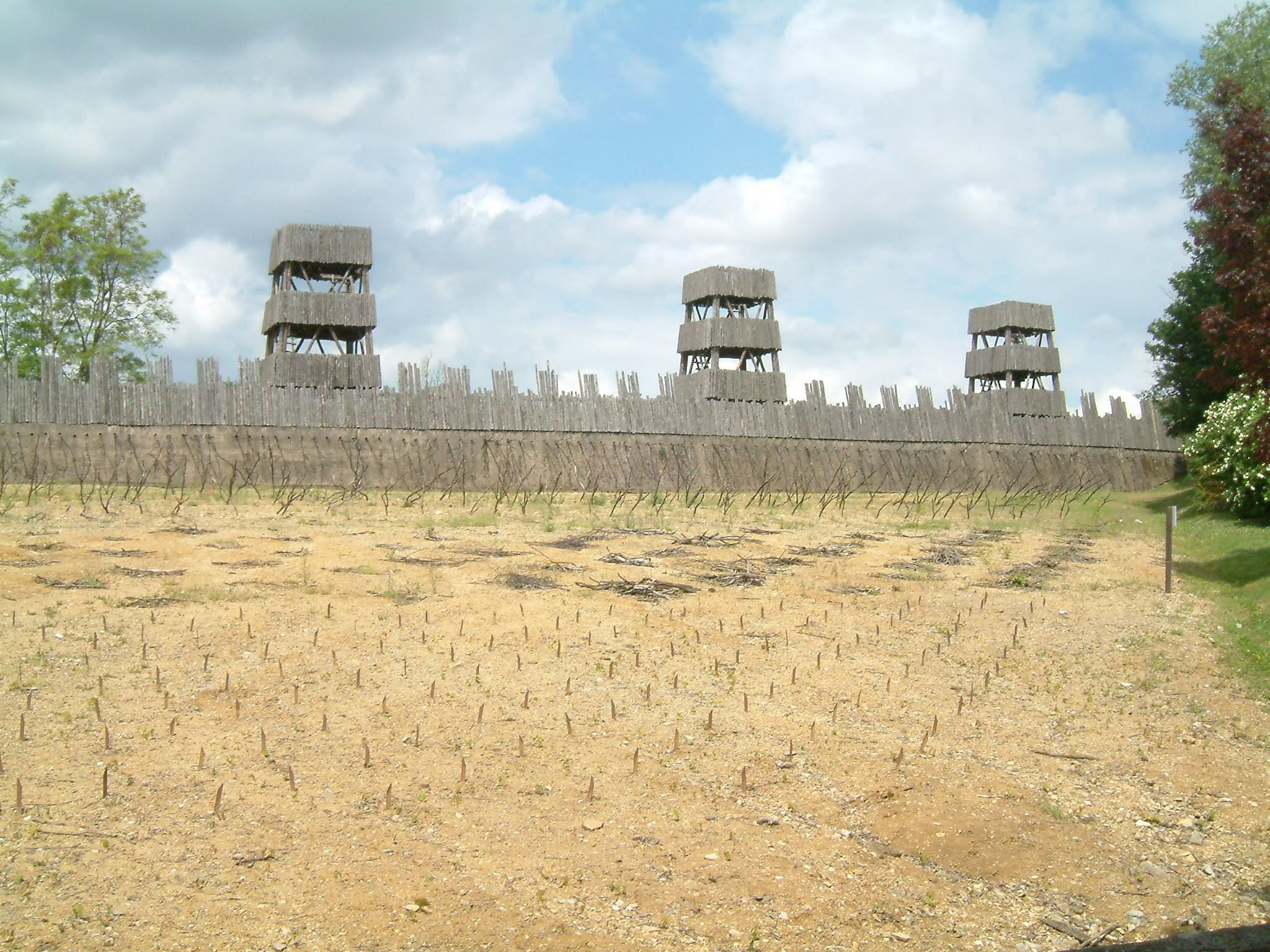
Reconstrucció d'un campament romà (castrum)
a l'Arqueòdrom de Beaune (França)

El castrum - en plural castra (llatí) - era el campament nocturn de l'exèrcit romà. Cada cop que l'exèrcit romà s'aturava en algun lloc per passar la nit establia el castrum, i quedava protegit l'exèrcit dins dels seus límits. Aquesta operació no es va ometre mai ni quan estaven a punt d'entrar en combat, i els soldats encarregats de construir-lo ho feien sense interferir en els que duien a terme la batalla. Contràriament a tots els exèrcits antics, les legions romanes en campanya construïen cada vespre un campament fortificat. Aquest costum era molt antic, i potser podria remuntar-se a les reformes de Marc Furi Camil. Gai Mari va codificar més tard aquests costums.

## Construcció
Un campament d'etapa per a quatre legions (de 16.000 a 20.000 homes) tenia forma rectangular, aproximadament de 655 per 610 metres de costat (o sigui una superfície de 40 hectàrees). Un campament d'hivern o permanent seria dues vegades més gran.

### Tria de l'indret
Per raons tàctiques, l'emplaçament preferit era en un lloc alt. Però els criteris essencials eren l'accés segur i fàcil (ja que el campament s'instal·lava en finalitzar la jornada, i les tropes estaven cansades), la presència d'un punt d'aigua, prats suficients per al farratge dels cavalls i dels animals de càrrega i un terreny com més uniforme millor, amb prou pendent per al drenatge: ni boscos, ni roques, ni torrents.

### Plànol

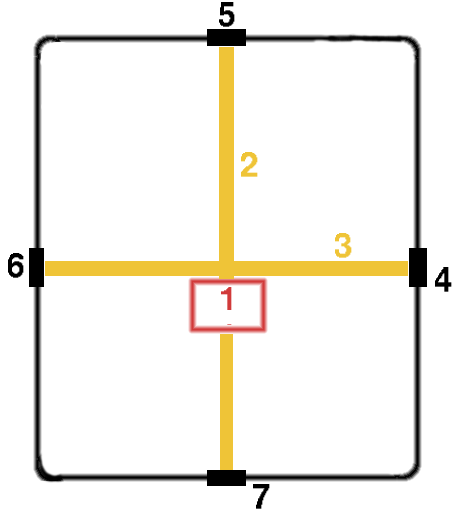
Plànol del campament romà:
1) Praetorium – 2) Via praetoria
3) Via principalis
4) Porta principalis dextra (dreta)
5) Porta praetoria – 6) Porta principalis sinistra (esquerra)
7) Porta decumana

El plànol de base era sempre el mateix, i permetia una construcció molt ràpida. El tribú militar i els centurions encarregats d'establir el campament recorrien el terreny i fixaven l'emplaçament del pretori o praetorium (la tenda de campanya del general), un quadrat de 60 metres de costat. La bandera blanca plantada en aquest indret servia d'indicació per organitzar-hi tot el campament al voltant: els camins, les tendes de campanya, el fòrum i la tanca. Darrere la tanca, es deixava lliure un espai de prop de seixanta metres per tal de permetre els moviments de les unitats; així, a més a més, els primers rengles de tendes quedaven resguardats dels llançaments enemics.
Dues vies principals, el cardo o via praetoria i el decumanus o via principalis, s'encreuen en angle recte davant el pretori. Si el nombre de legions que allotjava el campament era més elevat, també era traçada una via quintana paral·lela a la via principalis.
Les tropes d'elit acampaven a banda i banda del pretori i estaven formades per infanteria i cavalleria.
Els valetudinaria eren zones mèdiques incorporades al campament a partir de la professionalització dels exèrcits en temps d'August, autèntics hospitals de campanya.

### Desenvolupament de la construcció
Els soldats no començaven a condicionar el campament fins que el lloc era completament marcat a terra per banderoles de color. S'excavava un fossat i es formava un talús o terraplè (agger), que era estabilitzat per terrossos de gespa. La infanteria pesant (3.000 homes) era l'encarregada d'excavar, mentre que les tropes lleugeres i la cavalleria muntaven guàrdia entre l'enemic i el campament. Aquesta guàrdia netejava el glacis, per tal d'impedir que s'hi acostés l'enemic. Les branques eren utilitzades per fer-ne cervices, punts de fre disposats sobre el glacis, el fossat o el talús. Aleshores s'entrava l'equipatge. Després, a poc a poc, quan es posava la tanca d'estaques (vallum), entrava la infanteria pesant, seguida per la cavalleria.
Aquest és l'esquema clàssic. Si cal fer cas de l'arqueologia i dels textos, sembla que cada vespre les tropes repetien la maniobra d'urgència. La columna (agmen) es dividia en dues columnes que se separaven fins a formar un rectangle (agmen quadrata). El comboi de mules entrava dins el rectangle i la rereguarda prenia posició en línia sobre l'últim costat. Una vegada immobilitzades i havent rectificat les alineacions, les tropes passaven a fer les tasques de fortificació i els mulaters instal·laven les tendes de campanya. El resultat era un campament amb els costats generalment rectes, tot i que els angles es construïen de forma més aviat aproximada. El perímetre tenia una longitud múltiple de 94 m, la longitud ideal del maniple.

### El recinte

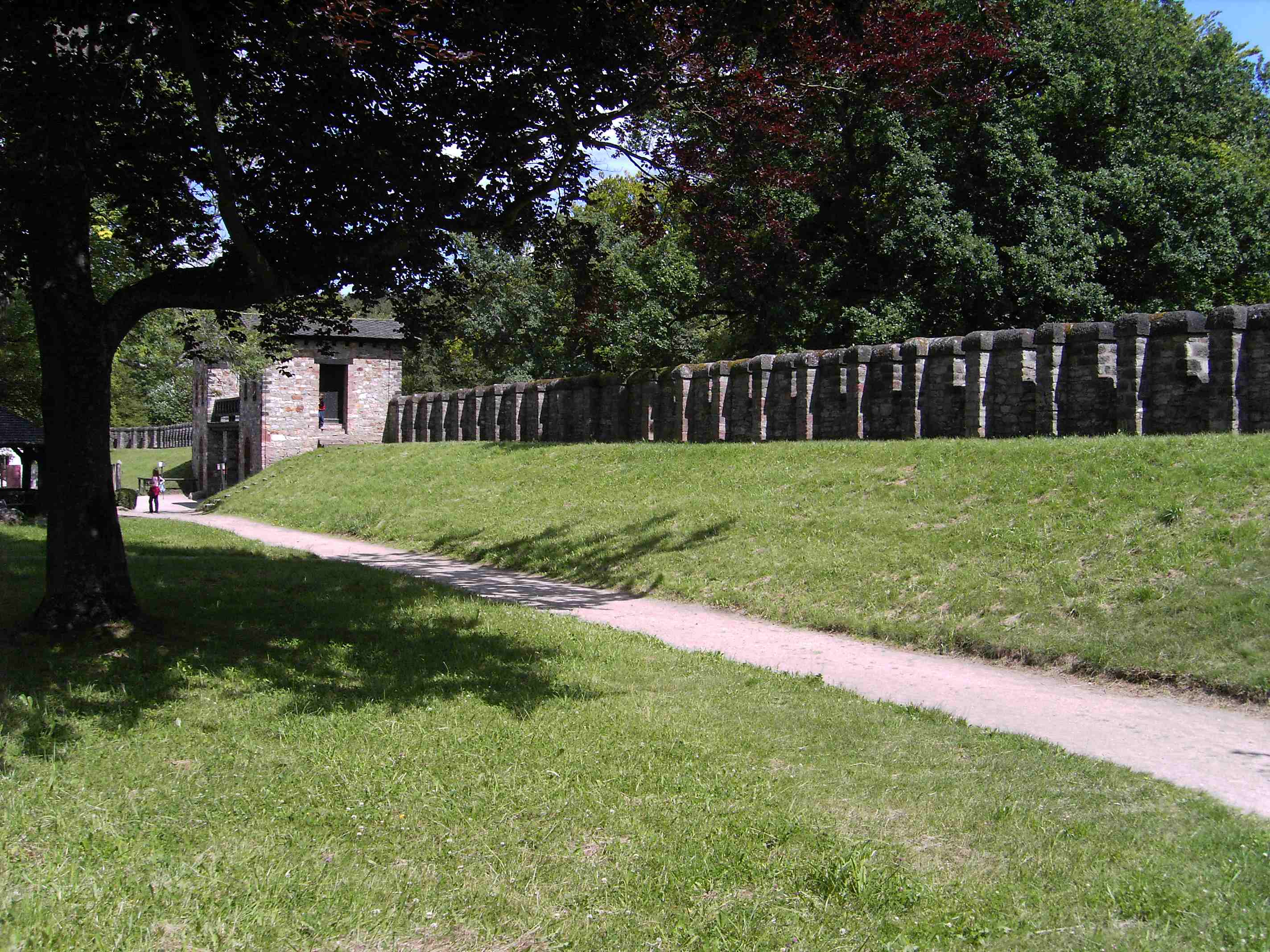
Camí de ronda del castrum permanent de Saalburg, a Alemanya

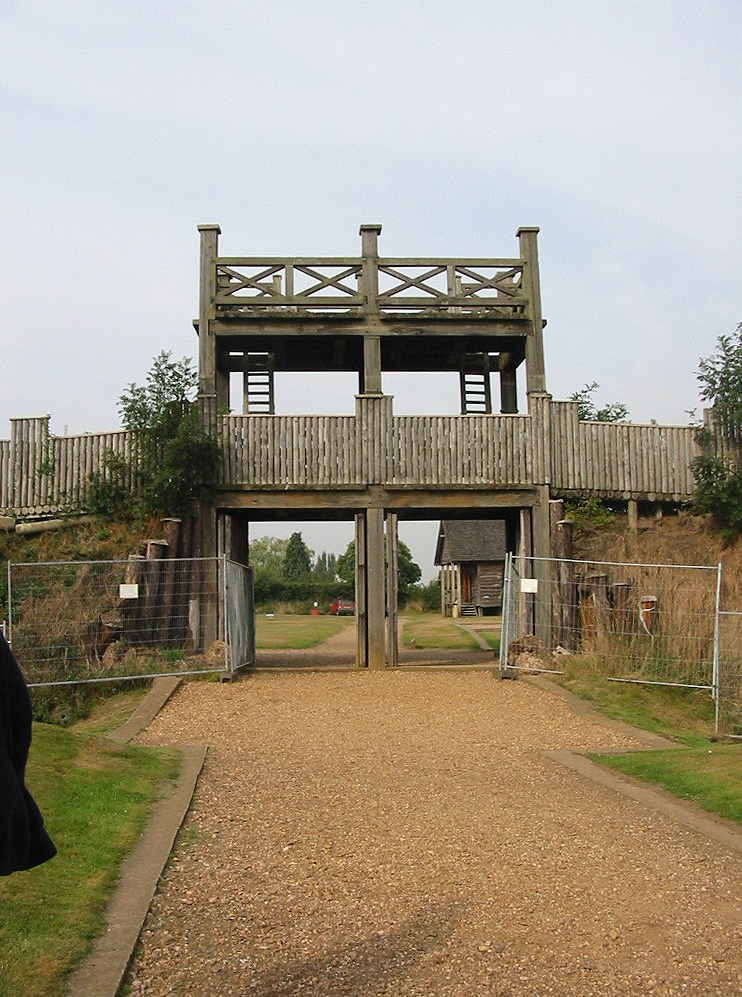
Entrada principal al campament romà de Lunt, prop de Coventry, al Regne Unit

Fins i tot per a una sola nit, sempre es construïa el castrum, malgrat els esforços considerables que requeria. Al voltant del campament s'excavava un fossat de tall triangular, de 2,25 m de fons i 4,5 m d'ample. La terra era llençada cap a l'interior del camp per tal de formar un talús (agger) de forma trapezoïdal (5,25 m d'ample a la base i 2,75 m a dalt, amb una alçada d'1,25 m). Aquest talús o terraplè, que formava un camí de ronda al capdamunt, prou ample per deixar-hi passar diversos homes de front, era superat per una palissada, formada d'estaques que els legionaris s'encarregaven de portar. Aquestes estaques eren d'una alçada d'uns 1,7 m, i punxegudes a tots dos extrems (per facilitar que es clavessin bé a terra per sota i per millorar-ne l'aspecte defensiu per dalt). Enfonsades uns 30 cm, feien créixer l'alçada del talús 1,4 m (o sigui, que en total feia uns 4 m).
Les portes eren simples obertures en aquest fossat, i n'hi havia quatre. Davant de cada obertura, un nou fossat i talús obstruïen el pas, per tal d'entrebancar l'accés dels eventuals atacants.

## Defensa del camp
El castrum de perímetre reduït permetia no ocupar més que una petita part de la legió en les tasques de vigilància: per a un perímetre de 1.000 m, amb un guàrdia cada 10-15 m, només calia tenir desperts de 70 a 100 homes (més els de les entrades i les rondes), o sigui menys d'una trentena part de la tropa. La legió que marxava l'endemà estava fresca i a punt per a la batalla, ja que s'havia beneficiat d'un son reparador.

### Organització de la guàrdia
Els vèlits (tropes lleugeres de la República) formaven en posició avançada fora del camp, prop de les portes, i n'asseguraven la vigilància. A cada sentinella designat per un sotsoficial del seu maniple se li lliurava una tauleta de terra cuita (tessera) que porta un senyal escrit. En el transcurs de la nit, quatre cavallers efectuaven junts quatre rondes. Al començament de cada torn de vigilància, sonava la corneta i comencen les rondes. Els cavallers demanaven a cada sentinella la seva tessera. Així es comprovava que els diversos sentinelles no s'haguessin adormit o haguessin deixat el seu lloc, i llavors continuava la ronda. Les tesserae es portaven al matí al tribú militar, que si trobava algun culpable de no complir les guàrdies immediatament el condemnava a mort i era executat per lapidació.

### En cas d'atac

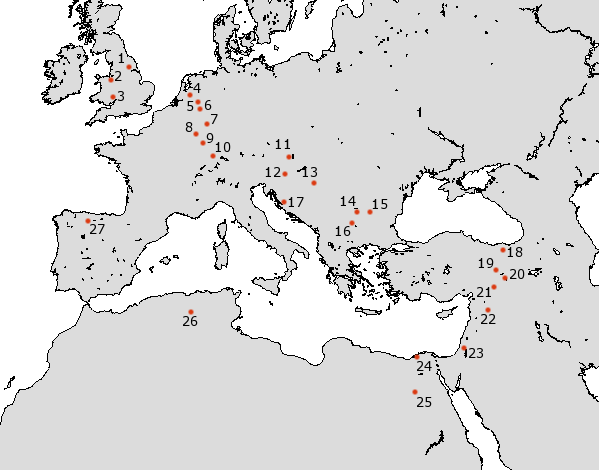
Aquest mapa dels aquarteraments de les legions romanes l'any 80 il·lustra el desplegament dels exèrcits a l'Imperi i indica, doncs, les zones de fricció amb els bàrbars o les províncies on subsistia de manera potencial una rebel·lió

Cada 50 m, els homes, que dormien amb les armes, estaven llestos per intervenir. Aquest pla immutable permetia que, en cas d'atac, mai els agafessin totalment desprevinguts, ja que al davant tenien un glacis despullat de vegetació d'almenys 50 m d'ample, i tots els legionaris podien anar al punt previst sense una ordre precisa, segons el pla establert i els entrenaments. Aquesta disposició permetia rebutjar un atac sobtat i limitat.
En cas d'un atac en massa, l'escàs perímetre (1.000 m) permetia d'alinear tres homes a cada metre i, fent entrar la infanteria lleugera, conservar 1.500 homes en reserva per reforçar aquell punt concret que estigués en dificultats. Aquests efectius es movien ràpidament i es col·locaven a un lloc prefixat, ja que la disposició del camp i els llocs eren sempre els mateixos, i no calia que els donessin cap ordre determinada. En tota la història de Roma, no es va prendre mai cap campament defensat per la seva legió sencera, en cap atac de dia o de nit.

## Base de sortida
Aquests campaments podien servir de base de sortida per combatre l'enemic i llavors la legió tenia un lloc segur on poder replegar-se. Es deixaven efectius de guàrdia importants per guardar el campament i els equipatges. L'avantatge, fins i tot amb efectius reduïts, era que la legió llavors era expedita: no portava tota la impedimenta a sobre, mentre que en marxa hi havia impedita, és a dir, es veia destorbada per la càrrega personal de cada legionari (incloent algunes estaques), les mules amb els equipatges, etc.

## Camps semipermanents o permanents
El plànol era idèntic, amb una muralla que es feia de pedra i un fossat una mica més profund. Per al conjunt del recinte, s'havien previst quatre torns de guàrdia. Nombroses ciutats tenen l'origen, i fins i tot el nom, d'aquests campaments romans, principalment a les antigues províncies frontereres de l'Imperi, on s'establien les fortificacions més importants: Castres o Estrasburg, a França; Bàrcino o Tarraco, a Catalunya; Chester, Lancaster, Lincoln o Manchester, a Anglaterra; Colònia, Bonn o Magúncia, a Alemanya; Nimega als Països Baixos, etc.